# Långklintgraven
Långklintgraven är en sjö i Umeå kommun i Västerbotten och ingår i Dalkarlsån-Sävaråns kustområde. Långklintgraven ligger i Holmöarna Natura 2000-område.